# Pleasant J. Philips
Pleasant Jackson Philips (3 juli 1819 –  12 oktober 1876) was een Amerikaanse bankier, plantage-eigenaar en militair. Tijdens de Amerikaanse Burgeroorlog diende hij  als kolonel in het Confederate States Army en brigadegeneraal in de Georgia Militia. 

## Vroege jaren
Philips werd geboren op 3 juli 1819 in Harris County, Georgia.  Hij was de zoon van Charles Philips en Anne Nicks. Zijn vader was een soldaat uit North Carolina die zich in Georgia had gevestigd. In 1821 en 1822 was hij parlementslid, senator in 1823 en tussen 1825 en 1828 generaal in de Georgia Militia. Pleasant Philips werd voorzitter van de Bank of Brunswick en had een winstgevende plantage. Op 19 november 1838 huwde hij met Laura Osborne. In 1860 woonde het koppel in Columbus, Georgia waar Philips een actieve rol speelde in de Georgia Militia en in 1861 opklom tot de rang van majoor.

## Amerikaanse Burgeroorlog
Na het uitbreken van de Amerikaanse Burgeroorlog nam Philips dienst in het Confederate States Army. Hij werd op 18 november 1861 verkozen tot kolonel van het 31st Georgia Infantry Regiment. Zijn regiment werd naar Savannah gestuurd waar het de winter doorbracht. Philips werd niet herkozen tot kolonel na een reorganisatie van het leger in de lente van 1862 en hij nam op 13 mei ontslag uit het leger. Diezelfde dag werd majoor Clement A. Evans verkozen en aagesteld als zijn vervanger.
Na zijn ontslag keerde Philips terug naar zijn thuis in Columbus. Op 7 juli 1862 werd hij benoemd tot brigadegeneraal in de Georgia Militia en diende hij korte tijd in Virginia. Na een reorganisatie van de militie-eenheden in 1863 werd Philips aangesteld als bevelhebber van een van de militaire districten in Georgia en kreeg hij het commando over de 2nd brigade van de 1st Division van de militie. In juli werd zijn eenheid naar het Army of Tennessee gestuurd om het leger te versterken tijdens de Atlantaveldtocht. Samen met zijn brigade maakte hij deel uit van de divisie van generaal-majoor William B. Bate in het korps van luitenant-generaal Stephen D. Lee. Philips nam deel aan de Slag bij Utoy Creek tussen 4 en 7 augustus 1864.

### Griswoldville
Na het verlies van Atlanta keerden Philips en zijn manschappen terug naar Georgia waar ze een 30 dagen verlof kregen zodat ze tijd kregen om hun oogst binnen te halen. In de herfst kreeg zijn eenheid de opdracht op de Noordelijke opmars tegen te houden. Op 22 oktober probeerde de Zuidelijke  cavalerie onder leiding van generaal-majoor Joseph Wheeler de Noordelijken tegen te houden bij Griswoldville niet ver van Macon. Wheeler voerde een aanval uit op de Noordelijke cavalerie en was aan de winnende hand tot Noordelijke infanterie onder leiding van brigadegeneraal Charles C. Walcutt op het slagveld verscheen. Wheeler trok zich terug en nam defensieve stellingen in. Toen verscheen Philips ten tonele en viel tot drie keer toe de Noordelijke linies aan, weliswaar zonder succes. Hij verloor 51 doden, 472 gewonden en meer dan 600 vermisten. De Noordelijken verloren ongeveer 100 soldaten. Voor de slag had Philips strikte orders ontvangen om geen rechtstreekse aanval uit te voeren zonder ondersteuning. Hij zou zware kritiek krijgen voor zijn enthousiaste maar ondoordachte aanvallen. In november diende hij zijn ontslag in.

## Latere jaren
Philips keerde terug naar Columbus en werd opnieuw bankier. Hij overleed op 12 oktober 1876 en werd begraven op de Linnwood Cemetery, Columbus, Georgia.